# Micrurus spixiii
Micrurus spixiii este o specie de șerpi din genul Micrurus, familia Elapidae. Conține o singură subspecie: M. s. martiusi.